# Lijst van voetballers - S
Dit is een lijst van voetballers met een artikel op Wikipedia van wie de achternaam begint met de letter S.

## Sa
- Armando Sá
- Francisco Sá
- Lesly de Sa

### Saa
- Janne Saarinen
- Jarmo Saastamoinen
- Pim Saathof
- Guillermo Saavedra
- Alberto Saavedra Muñoz

### Sab
- Marcel Sabitzer
- Goran Sablić
- Erik Sabo
- Álvaro Saborío
- Enric Saborit

### Sad
- Berat Sadik
- Maciej Sadlok

### Sae
- Jorge Sáenz
- Bengt Sæternes
- Birkir Már Sævarsson

### Saf
- Matvej Safonov

### Sag
- Bacary Sagna
- Willy Sagnol
- Chris Sagramola

### Sah
- Ben Sahar
- Ömer Ali Şahiner
- Osame Sahraoui

### Sai
- Jeff Saibene
- Karim Saïdi
- Rafik Saïfi
- Jamel Saihi
- Dževdet Šainovski
- Trent Sainsbury

### Sak
- Gotoku Sakai
- Hiroki Sakai
- Diafra Sakho
- Mamadou Sakho
- Janne Saksela

### Sal
- Mohamed Salah
- Yassir Salah Rahmouni
- Franklin Salas
- Marcelo Salas
- Gaston Salasiwa
- Carlos Salcido
- Misha Salden
- Anton Salétros
- Marciano Saldías
- Oleg Salenko
- Nicholas Saliba
- Hasan Salihamidžić
- Hamdi Salihi
- Sejad Salihović
- Fernando Salinas
- Julio Salinas
- Mohammed Salisu
- Ylli Sallahi
- Edgar Salli
- Paavo Salminen
- Tadjou Salou
- Dimitrios Salpigidis
- José Salvatierra

### Sam
- Elisha Sam
- Sidney Sam
- Georgios Samaras
- Diadie Samassékou
- Radoslav Samardžić
- Andreas Samaris
- Brice Samba
- Christopher Samba
- Aleksandr Samedov
- Josep Samitier
- Klaus Sammer
- Matthias Sammer
- Sammir
- Kevin Sammut
- Ricardo Samoender
- Georgi Samokisjev
- Sergi Samper
- Emilio Samsey
- Samu
- Randy Samuel
- Walter Samuel
- Jone Samuelsen

### San
- Tobias Sana
- Antonio Sanabria
- Alexis Sánchez
- Carlos Sánchez
- Daniel Sánchez
- Davinson Sánchez
- Efraín Sánchez
- Hugo Sánchez
- Jorge Sánchez
- Leonel Sanchez
- Oswaldo Sánchez
- Richard Sánchez
- Robert Sánchez
- Vicente Sánchez
- Víctor Sánchez del Amo
- Víctor Sánchez Mata
- Wellington Sánchez
- Jadon Sancho
- Tim Sanders
- Boris Sandjo
- Philippe Sandler
- Sandro
- Marco Sandy
- Leroy Sané
- Ludovic Sané
- Salif Sané
- Ibrahim Sangaré
- Mikel San José
- Gibril Sankoh
- Tuncay Şanlı
- Bubacarr Sanneh
- Kaishu Sano
- Kodai Sano
- Yaya Sanogo
- Moussa Sanoh
- Kenny Sansom
- Nicola Sansone
- José Santa
- Baptiste Santamaria
- Federico Santander
- Ivan Santini
- Jacques Santini
- Davide Santon
- Andrey Santos
- Christian Santos
- Éder dos Santos
- Giovani dos Santos
- Gonçalo Santos
- Jonathan dos Santos
- Julio dos Santos
- Kauã Santos
- Leonardo dos Santos Silva
- Márcio Santos
- Tiago Santos
- Ryan Sanusi
- Noel Sanvicente

### Sap
- Marek Sapara
- Riccardo Saponara

### Sar
- Edwin van der Sar
- Pablo Sarabia
- Marcelo Saralegui
- Bojan Šaranov
- Sercan Sararer
- Renzo Saravia
- Adrián Sardinero
- Josh Sargent
- Sabri Sarıoğlu
- Luis Saritama
- Pedro Sarmiento
- Georgi Sarmov
- Adam Sarota
- Jeffrey Sarpong
- Amin Sarr
- Mohamed Sarr
- Mouhamadou-Naby Sarr

### Sas
- Ferjani Sassi

### Sat
- Ľubomír Šatka
- Mourad Satli

### Sau
- Marco Sau
- Jürgen Säumel
- Dean Saunders
- Franck Sauzée

### Sav
- Téji Savanier
- Mauro Savastano
- Erko Saviauk
- Stefan Savić
- Dejan Savićević
- Javier Saviola
- Giuseppe Savoldi

### Say
- Réda Sayah

## Sc

### Sca
- Alexei Scala
- Sean Scannell
- Ezequiel Scarione
- Oliver Scarles
- Carlos Scarone
- Héctor Scarone
- Gustavo Scarpa

### Sce
- Stefan Šćepović

### Sch
- Roland Schaack
- Stijn Schaars
- Walter Schachner
- Hartmut Schade
- Kevin Schade
- András Schäfer
- Dani Schahin
- Ruben Schaken
- Fabian Schär
- Andy Scharmin
- Paul Scharner
- Louis Schaub
- Julian Schauerte
- Manou Schauls
- Twan Scheepers
- Samuel Scheimann
- Ezequiel Schelotto
- Andre Schembri
- Sébastien Schemmel
- Orazio Schena
- Xandro Schenk
- Bart Schenkeveld
- Bob Schepers
- Damiano Schet
- Mitchell Schet
- Siebe Schets
- René Scheuer
- Henri Scheweleff
- Juan Alberto Schiaffino
- Julian Schieber
- Jan van Schijndel
- Gordon Schildenfeld
- Henny Schilder
- Robbert Schilder
- Salvatore Schillaci
- Christopher Schindler
- John van 't Schip
- Sven Schipplock
- Andreas Schjelderup
- Alexander Schlager
- Xaver Schlager
- Jan Schlaudraff
- Jeffrey Schlupp
- Kasper Schmeichel
- Peter Schmeichel
- Marcel Schmelzer
- Jonathan Schmid
- Doke Schmidt
- Sophie Schmidt
- Manuel Schmiedebach
- Lukas Schmitz
- Maurits Schmitz
- Udo Schmuck
- Carlos Schneeberger
- Sacha Schneider
- Morgan Schneiderlin
- Tom Schnell
- Rüdiger Schnuphase
- Philipp Schobesberger
- Dick Schoenaker
- Oebele Schokker
- Mehmet Scholl
- Dominique Scholten
- Théo Scholten
- Alexander Scholz
- Lasse Schöne
- Laurent Schonckert
- Youri Schoonderwaldt
- John Schot
- Erik Schouten
- Henk Schouten
- Jerdy Schouten
- Nils Schouterden
- Rik Schouw
- Frederik Schram
- Jorg Schreuders
- Danny Schreurs
- Siebe Schrijvers
- Joeri Schroyen
- Markus Schubert
- Ralf Schulenberg
- Rasmus Schüller
- Vojtěch Schulmeister
- Nico Schulz
- Toni Schumacher
- Boris van Schuppen
- Pascal Schürpf
- André Schürrle
- Bernd Schuster
- Alje Schut
- Jari Schuurman
- Resit Schuurman
- Perr Schuurs
- Stefan Schwab
- Oscar Schwartau
- Mark Schwarzer
- Pirmin Schwegler
- Bastian Schweinsteiger
- Lukas Schwering
- Levi Schwiebbe

### Sci
- Enzo Scifo
- Gaetano Scirea

### Sco
- Alex Scott
- Andrés Scotti

### Scu
- Simone Scuffet
- Denis Scuto

## Se

### Sea
- Ryan Seager
- Dante Sealy
- David Seaman

### Seb
- Gusztáv Sebes
- Filip Šebo
- Dionysius Sebwe

### Sec
- Adnan Šećerović
- Serghei Secu

### Sed
- Goce Sedloski

### See
- Cain Seedorf
- Chedric Seedorf
- Clarence Seedorf
- Collin Seedorf
- Regilio Seedorf
- Stefano Seedorf
- Klaus-Dieter Seehaus
- Uwe Seeler

### Seg
- Gonzalo Segares
- Wolfgang Seguin

### Sei
- Luis Manuel Seijas
- Marcel Seip
- Giourkas Seitaridis
- Chris Seitz
- Nicolas Seiwald

### Sek
- Tarik Sektioui

### Sel
- Musaba Selemani
- Davie Selke
- Aleksander Šeliga
- Andy Selva

### Sem
- Ken Sema
- Sergej Semak
- Alfa Semedo
- Deividas Šemberas
- Róbert Semeník

### Sen
- Philippe Senderos
- Willy Senders
- Marcos Senesi
- Dmitri Sennikov
- Roberto Sensini

### Seq
- Douglas Sequeira
- Juanito Sequeira

### Ser
- Žarko Serafimovski
- Aldo Serena
- Thulani Serero
- Serginho
- Jean Seri
- Anthony Šerić
- Adrian Serioux
- Mauricio Serna
- Grégory Sertić

### Ses
- Ivan Sesar
- Benjamin Šeško
- Stéphane Sessègnon

### Set
- Quique Setién
- Ernestas Šetkus
- Takayuki Seto

### Sev
- Xander Severina
- Carlos Sevilla

### Sey
- Serano Seymor

## Sf
- Ciriaco Sforza

## Sh
- Rami Shaaban
- Bill Shankly
- Xherdan Shaqiri
- Anas Sharbini
- Mehdi Sharifi
- Lee Sharpe
- Qays Shayesteh
- Alan Shearer
- Itay Shechter
- Orges Shehi
- Teddy Sheringham
- Peter Shilton
- Tsukasa Shiotani
- Harrison Shipp
- Danny Shittu
- Gladwin Shitolo
- Vasil Shkurti
- Masoud Shojaei

## Si
- Cédric Si Mohamed

### Sib
- Robert Siboldi
- Gerald Sibon
- Bas Sibum

### Sid
- Kazimierz Sidorczuk
- Andrei Sidorenkov

### Sie
- Donald-Olivier Sié
- Phil Sieben
- Nico Siegrist
- José Luis Sierra
- Vincent Sierro

### Sig
- Nikolaj Signevitsj
- Giuseppe Signori
- Kolbeinn Sigþórsson
- Arnór Sigurðsson

### Sij
- Yoeri Sijbers

### Sil
- Levan Silagadze
- Silas
- Henri Sillanpää
- Otto Silber
- Michael Silberbauer
- Kiliann Sildillia
- Andrea Silenzi
- Ermin Šiljak
- António Silva
- Bruno Silva
- Danilo Silva
- Dario Silva
- Héctor Silva
- Martín Silva
- Rafa Silva
- Rui Silva
- Wellington Silva
- Jorge da Silva
- Luciano Da Silva

### Sim
- Simão
- Dario Šimić
- Josip Šimić
- András Simon
- Július Šimon
- Marco Simone
- Jevon Simons
- Jerry Simons
- Jimmy Simons
- Regillio Simons
- Sven Simons
- Timmy Simons
- Xavi Simons
- Allan Simonsen
- Aldo Simoncini
- Danny Simpson
- Josh Simpson
- Pascal Simpson
- Ante Šimundža
- Josip Šimunić
- Jozo Šimunović

### Sin
- Elvis Sina
- Florent Sinama-Pongolle
- Frank Sinclair
- Jerome Sinclair
- Trevor Sinclair
- Matthias Sindelar
- Wilfried Singo
- Luis Sinisterra
- Daley Sinkgraven

### Sir
- David Siradze
- Irakli Sirbiladze

### Sis
- Ibrahima Sissoko
- Moussa Sissoko

### Siu
- Chan Siu Ki

### Siv
- John Sivebæk
- Tomáš Sivok

### Six
- Alphonse Six
- Didier Six

## Sj
- Oleg Sjatov
- Maksim Sjatskich
- Volodymyr Sjepeljev
- Andrij Sjevtsjenko
- Roman Sjirokov
- Roman Sjisjkin
- Daniel Sjölund
- Stanislav Sjopov
- Oleksandr Sjovkovskyj

## Sk
- Brian Skaarup
- Rudolf Skácel
- Jiří Skalák
- Bent Skammelsrud
- Ervin Skela
- Ellyes Skhiri
- Jørgen Skjelvik
- Ivan Skerlev
- Josip Skoko
- Niklas Skoog
- Mile Škorić
- Haris Škoro
- Morten Skoubo
- Robert Skov
- Ebbe Skovdahl
- Andreas Skovgaard
- Vjekoslav Škrinjar
- Steven Skrzybski
- Ari Freyr Skúlason
- Petar Škuletić
- Dino Škvorc

## Sl
- Ján Šlahor
- Simeon Slavchev
- Georgi Slavkov
- Islam Slimani
- Andwelé Slory
- Samuel Slovák
- Simon Sluga
- Dean van der Sluys

## Sm
- Sulejman Smajić
- Floris Smand
- Arnór Smárason
- Shane Smeltz
- Vladimír Šmicer
- Milan Smit
- Donnie Smith
- Gordon Smith
- Gordon Smith
- Ian Smith
- Roy Smith
- Tommy Smith
- Dario Smoje
- Piet Smits
- Euzebiusz Smolarek
- Włodzimierz Smolarek
- Igor Smolnikov
- Matija Smrekar

## Sn
- Rodney Sneijder
- Wesley Sneijder
- Diego Snepvangers
- Mark Snijders
- Gerrit Snoek
- Ferne Snoyl

## So
- Ramadan Sobhi
- Radosław Sobolewski
- Sócrates
- Piotr Soczyński
- Heorhij Soedakov
- Magomed-Sjapi Soelejmanov
- Tom Soetaers
- Jouko Soini
- Tomislav Šokota
- Nolberto Solano
- Ståle Solbakken
- Roberto Soldado
- Franco Soldano
- Zvonimir Soldo
- Gérard Soler
- Mauricio Solís
- Ole Gunnar Solskjær
- Trond Sollied
- Manor Solomon
- Karim Soltani
- Ibrahim Somé
- Juergen Sommer
- Daniël van Son
- Jens van Son
- Wesley Sonck
- Óscar Sonejee
- Franck Songo'o
- Jacques Songo'o
- Fatih Sonkaya
- Sven Sonnenberg
- Rob van Sonsbeek
- Wouter Soomer
- Dennis Sørensen
- Frederik Sørensen
- Jan Sørensen
- Jan Derek Sørensen
- Jesper Sørensen
- Niels Sørensen
- Ole Sørensen
- Thomas Sørensen
- Mauricio Soria
- Vladimir Soria
- Jonathan Soriano
- Olivier Sorlin
- Gøran Sørloth
- Angelo Benedicto Sormani
- Alberto Soro
- Modesto Soruco
- Marcelo Sosa
- Rubén Sosa
- Anton Sosnin
- Hugo Sotelo
- Hugo Sotil
- Pieros Sotiriou
- Elkin Soto
- Mario Soto
- Sebastian Soto
- Tomáš Souček
- El Arbi Hillel Soudani
- Matías Soulé
- Samuel Souprayen
- Vasilios Sourlis
- Dyego Sousa
- Hugo Sousa
- Mauro Sousa
- Paulo Sousa
- Neville Southall
- Gareth Southgate
- Djibril Sow

## Sp
- Emir Spahić
- Ljubiša Spajić
- Brian Span
- Jürgen Sparwasser
- Jean-Paul Spaute
- Gary Speed
- Robert Špehar
- Jimmy Speirs
- Ronald Spelbos
- Djed Spence
- Alberto Spencer
- John Spencer
- Edoeard Spertsjan
- Victorio Spinetto
- Matthew Špiranović
- Alexandru Spiridon
- Zeki Rıza Sporel
- Fabian Sporkslede
- Christoph Spycher
- Bjørn Spydevold
- Thor Spydevold

## Sq
- Sébastien Squillaci

## Sr
- Bassem Srarfi
- Darijo Srna

## St

### Sta
- Anton Stach
- Dirk Stahmann
- Niklas Stark
- Paul Stalteri
- Jaap Stam
- Bogdan Stancu
- Mario Stanić
- Ryszard Staniek
- Junior Stanislas
- Caleb Stanko
- Jon Gorenc Stanković
- Frank Stapleton
- Jordi van Stappershoef
- Carl Starfelt
- Timo Stavitski

### Ste
- Jason Steele
- Henk Steeman
- Piet Steenbergen
- Marvin Stefaniak
- Alfredo Di Stéfano
- Arno Steffenhagen
- Jens Steffensen
- Marc-André ter Stegen
- Wolfgang Steinbach
- Tomislav Steinbrückner
- Rico Steinmann
- Grétar Steinsson
- Maarten Stekelenburg
- Bogdan Stelea
- Théo Stendebach
- Guglielmo Stendardo
- Herman Stengel
- Fredrik Stenman
- Ståle Stensaas
- Andrei Stepanov
- Milan Stepanov
- Igors Stepanovs
- Kenny Steppe
- Janek Sternberg
- Sean Steur
- Sebastiaan Steur
- Miroslav Stevanović
- Andy Stevens
- Gary Stevens
- Marcus Stewart

### Sti
- Jörg Stiel
- Igor Štimac

### Stj
- Ostoja Stjepanović

### Sto
- Valentin Stocker
- Martin Stocklasa
- Michael Stocklasa
- Roel Stoffels
- Christo Stoitsjkov
- Vladislav Stojanov
- Petar Stojanović
- Nikola Stojiljković
- Vladimir Stojković
- Mitko Stojkovski
- Borislav Stojtsjev
- Nicolai Stokholm
- Richard Stolte
- Steve Stone
- Yannick Stopyra
- Jarl André Storbæk
- Ilian Stoyanov

### Str
- Bart Straalman
- Gordon Strachan
- Foto Strakosha
- Roar Strand
- Frank Strandli
- Martin Stranzl
- Jeff Strasser
- Gheorghe Stratulat
- Joachim Streich
- Marco Streller
- Michael Strempel
- Sam Strijbosch
- Ivan Strinić
- Fredrik Strømstad
- Nicklas Strunck Jakobsen
- Branko Strupar

### Stu
- Edward Sturing
- Paolo Sturzenegger
- Heinz Stuy
- Rick Stuy van den Herik

## Su

### Sua
- Claudio Suárez
- Diego Suárez
- Juan Berthy Suárez
- Luis Fernando Suárez
- Luis Suárez
- Luis Alberto Suárez
- Matías Suárez
- Róger Suárez
- Ron Suart
- Humberto Suazo

### Sub
- Danijel Subašić
- Muhamed Subašić
- Guillermo Subiabre

### Suf
- Patrick Suffo

### Sug
- Tetsuo Sugamata

### Suk
- Goran Šukalo
- Davor Šuker
- Hakan Şükür
- Sutee Suksomkit

### Sul
- Miralem Sulejmani
- Valmir Sulejmani
- Kamaldeen Sulemana
- Stefan Sultana
- Petri Sulonen
- Claudio Sulser

### Sum
- Antti Sumiala
- Mike Summerbee

### Sun
- Sun Xiang
- Toni Šunjić
- Kristina Šundov

### Suo
- Janne Suokonautio
- Kim Suominen

### Sup
- Andrej Šupka

### Sur
- Andrew Surman

### Sus
- Safet Sušić
- Tino-Sven Sušić
- Kamil Susko

### Sut
- Beat Sutter
- Scott Sutter

### Suu
- Ruud Suurendonk

### Suz
- Yuito Suzuki

## Sv
- Mattias Svanberg
- Oleksandr Svatok
- Michal Švec
- Ján Švehlík
- Ondřej Švejdík
- Thorbjørn Svenssen
- Jonas Svensson
- Max Svensson
- Dušan Švento
- Mark Švets
- Tommy Svindal Larsen
- Jacob Svinggaard
- Muamer Svraka

## Sw
- Gill Swerts
- Karol Świderski
- Piotr Świerczewski
- Jakub Świerczok
- Guido Swinnen

## Sy
- Janusz Sybis
- Mohammed Sylla
- Jakub Sylvestr
- Oleksandr Syrota
- Dmitri Sytsjov

## Sz
- Roman Szewczyk
- Łukasz Szukała
- Sebastian Szymański
- Mirosław Szymkowiak

A · B · C · D · E · F · G · H · I · J · K · L · M · N · O · P · Q · R · S · T · U · V · W · X · Y · Z